# Лаам
Lââm (произносится «Лам»; род. 1 сентября 1971 в Париже) — французская певица.

## Биография
В январе 1998 у Лаам вышел первый сингл, который назывался «J’ai le feeling pour toi»,
Следующим синглом (в том же году) стала танцевальная перепевка песни «Chanter pour ceux qui sont loin de chez eux» (хита Мишеля Берже 1985 года). С ним к молодой певице пришёл успех — песня стала очень большим хитом, поднялась очень высоко в национальном хит-параде. Всего сингл Лаам «Chanter pour ceux qui sont loin de chez eux» продался во Франции в 1,5 миллионах экземпляров.
Следующий сингл, «Assez», у певицы вышел в феврале 1999 года и тоже попал в чарты.
Весной 1999 года у неё вышел первый альбом Persévérance, в который вошли песни «Chanter pour ceux qui sont loin de chez eux», «J’ai le feeling pour toi», «Assez», а также с него были выпущены два новых очень успешных сингла.
Этот первый альбом певицы продаётся во Франции в более чем 400 000 экземпляров.
Последующие альбомы Лаам пользовались меньшим успехом, и только в 2005 году с альбомом Pour être libre она обновляет свою популярность. Альбом продался в более чем 250 000 экземпляров, а песня «Petite sœur» («Сестрёнка») с него произвела большое впечатление на самую широкую аудиторию и стала очень большим хитом.

## Дискография
См. «Discographie de Lââm» во франц. разделе.